# Vogal central
Uma vogal central ou simplesmente uma central é uma vogal que sua pronúncia acontece com a ajuda da parte média do dorso da língua, próximo da parte central da abóbada palatina. As vogais centrais portuguesas [a] [ɐ], como as anteriores, não são arredondadas.
As vogais centrais identificadas no Alfabeto Fonético Internacional são:
- vogal central fechada não arredondada [ɨ]
- vogal central fechada arredondada [ʉ]
- vogal central semifechada não arredondada [ɘ]
- vogal central semifechada arredondada [ɵ]
- vogal central média [ə]
- Vogal central semiaberta não arredondada [ɜ]
- vogal central semiaberta arredondada [ɞ]
- vogal central quase aberta [ɐ]
- vogal central aberta não arredondada [ä] (uso não oficial, mas o mais frequente)